# Ліягона
Ліягона (англ. Liahona) — прадавній компас-дороговказ із Книги Мормона, який вперше згадується в розділі: Перша Книга Нефія. Описаний в ній як невелика куля майстерної роботи, котра вказувала напрямок, яким слід було рухатись людям, що перебували в пустелі. Вона мала дві стрілки й була для них єдиним орієнтиром, що вказував вірний напрямок лише тоді, коли люди дотримувались заповідей Бога. 

## Журнал
Нині існує міжнародний щомісячний журнал «Ліягона» — який є офіційним часописом Церкви Ісуса Христа Святих останніх днів (Церкви Мормонів). Журнал видається одночасно п'ятдесятьма мовами світу (також по-українськи), переважно, є поділеним на чотири частини: для дорослих, дітей, молоді та Церковні Новини.